# RPK-3 Metel
RPK-3 Metel (ryska: противолодочный комплекс «Метель» (Snöstorm), NATO-rapporteringsnamn: SS-N-14 Silex) är en rysk ubåtsjaktrobot med en sekundär roll som sjömålsrobot. Roboten är baserad på P-120 Malachit och bär torpeden eller sjunkbomben under flygkroppen. Roboten var ett svar på den amerikanska RUR-5 ASROC som togs i tjänst 1963.

## Versioner
- 60R originalversion beväpnad med en 5 kt kärnvapensjunkbomb.
- 70R originalversion beväpnad med en AT-2U ubåtsjakttorped.
- 83R/URPK-3 Metel kryssarvariant som togs i tjänst 1969, användes på Berkut A- och Berkut B-klass kryssare.
- 84R/URPK-4 Metel-U användes på jagare av Fregat-klass och fregatter av Burevestnik-klass, beväpnad med en AT-2UM ubåtsjakttorped.
- 85RU/URPK-5 Rastrub Bär en UMGT-1 torped och en 185 kg sprängladdning för användning mot övervattensfartyg, utrustad med en infrarödmålsökare från P-15 Termit.
- 85RUS/URPK-5